# Anežka z Landštejna
Anežka z Landštejna († 1370) byla česká šlechtična z rodu Landštejnů a manželka Hynka Žlebského z Lichtenburka.

## Život
Narodila se jako dcera předního českého šlechtice Viléma z Landštejna. Byla provdána za Hynka Žlebského z Lichtenburka, kterému porodila tři dcery – Elišku, Markétu a Anežku. Se sňatkem Hynka a Anežky souvisí historka o tom, jak se Hynek po svatbě dozvěděl o určitém stupni příbuzenství se svou manželkou a naléhal proto na papežskou kurii, aby ke svatbě vydala dodatečný dispens. Když Hynek roku 1351 zemřel, povolil český král Karel IV. v únoru 1352 Anežce po zesnulém manželovi svobodně užívat žlebský hrad s přilehlým panstvím. Podle další domluvy z roku 1356 mohla Anežka do konce svého života pobývat na Žlebech jakožto na svém vdovském sídle, po její smrti však mělo být žlebské panství postoupeno královské komoře, a to formou prodeje za 3300 kop pražských grošů. K němu došlo v červnu 1356 v Poličce. Anežce byla sice přenechána správa Žleb, hrad však měl být králi vždy k dispozici. Směrem k Anežce měly být nadále plněny také poddanské povinnosti. Žlebským purkrabím, který fakticky vedl správu Anežčina žlebského panství, se stal Modliboh z Heřmanic. Mezi lety 1355 a 1369 se Anežka několikrát objevila v pramenech jako patronka kostelů v Markovicích, Skuhrově a Lučicích. V roce 1370 ve městečku Žlebech založila špitál pro chudé a brzy poté téhož roku zemřela. Žlebské panství po její smrti plně převzala královská komora.